# Andrew Kwiatkowski
Andrew Kwiatkowski, auch Andrzej Kwiatkowski (* 17. Januar 1979) ist ein ehemaliger kanadisch-polnischer Basketballspieler.

## Laufbahn
Der aus Cambridge (Provinz Ontario) stammende Kwiatkowski spielte als Jugendlicher an der Resurrection Catholic Secondary School, gefolgt von zwei Jahren an der Simon Fraser University. 1999 nahm er mit Kanadas Studentenauswahl an der Universiade teil. Von 2000 bis 2002 gehörte der zwei Meter messende Flügelspieler der Hochschulmannschaft der University of Western Ontario an. In der Saison 2001/02 erzielte er 25,1 Punkte pro Partie und holte 8,7 Rebounds je Begegnung, Kwiatkowski wurde daraufhin als bester Spieler der Saison 2001/02 in der kanadischen Hochschulliga CIS ausgezeichnet. 2001 wurde er in Kanadas Nationalmannschaft berufen.
Er begann seine Laufbahn als Berufsbasketballspieler bei den Skyliners Frankfurt in der deutschen Basketball-Bundesliga. In 31 Bundesliga-Einsätzen erzielte er während des Spieljahres 2002/03 im Durchschnitt 10,2 Punkte sowie 3,9 Rebounds. Am Ende der Saison weilte er kurz beim italienischen Verein Eurocellulari Roseto, für den er eine Partie im europäischen Vereinswettbewerb ULEB-Cup bestritt.
Im Sommer 2003 nahm Kwiatkowski mit Kanadas Nationalmannschaft an der amerikanischen Ausscheidungsrunde für die Olympischen Sommerspiele 2004 teil und erzielte bei dem Turnier in Puerto Rico in zehn Einsätzen im Schnitt 7,3 Punkte. Von 2003 bis 2005 stand er beim Bundesligisten EnBW Ludwigsburg unter Vertrag. 2003/04 kam er auf 9,1 Punkte und 2004/05 5,8 Punkte je Bundesliga-Begegnung. Mit seiner Zeit in Ludwigsburg endete Kwiatkowskis Profilaufbahn.